# Regione Metropolitana di Belo Horizonte
La regione metropolitana di Belo Horizonte è l'area metropolitana di Belo Horizonte nello Stato del Minas Gerais in Brasile.

## Comuni
Comprende 34 comuni:
- Baldim
- Belo Horizonte
- Betim
- Brumadinho
- Caeté
- Capim Branco
- Confins
- Contagem
- Esmeraldas
- Florestal
- Ibirité
- Igarapé
- Itaguara
- Itatiaiuçu
- Jaboticatubas
- Juatuba
- Lagoa Santa
- Mário Campos
- Mateus Leme
- Matozinhos
- Nova Lima
- Nova União
- Pedro Leopoldo
- Raposos
- Ribeirão das Neves
- Rio Acima
- Rio Manso
- Sabará
- Santa Luzia
- São Joaquim de Bicas
- São José da Lapa
- Sarzedo
- Taquaraçu de Minas
- Vespasiano